# Wolf-Eberhard Barth
Wolf-Eberhard Barth (* 1941 in Johannisburg, Ostpreußen) ist ein deutscher Forstbeamter im Ruhestand, Kynologe und Naturschützer. Er gilt als ein Pionier des Naturschutzes innerhalb der niedersächsischen Landesforstverwaltung und war von 1994 bis 2004 erster Leiter des Nationalparks Harz. Bekannt ist er zudem durch seine Bücher Naturschutz – das Machbare, einem Standardwerk des praktischen Naturschutzes, und Affentheater. Die Evolution entlässt uns nicht aus unserem „Psychotop“.

## Leben und Wirken
Wolf-Eberhard Barth kam 1941 als Sohn des Heeresforstbeamten Matthias Barth und dessen Frau Ingeborg in einem Forsthaus in Johannisburg in den Masuren zur Welt. Sein Vater war in dieser Zeit Revierförster in Lissuhnen bei Arys. Zum Ende des Zweiten Weltkriegs flüchtete seine Mutter mit ihm und seiner Schwester Barbara 1944 zunächst zum Gut ihrer Schwester nach Tirschtiegel. Im Januar 1945 gelang es ihr zusammen mit ihren Kindern in einem Pferdewagen-Treck nach Goslar zu ihren Eltern zu fliehen. Ihr Mann starb im Juli 1945 in sowjetischer Kriegsgefangenschaft. Wolf-Eberhard Barth wuchs fortan in Goslar auf. Nach dem Abitur am Ratsgymnasium studierte er Forstwissenschaften an der Georg-August-Universität Göttingen und der ETH Zürich. Noch während seines Referendariats in der Niedersächsischen Landesforstverwaltung wurde er 1969 in Göttingen mit der Dissertation Der Hannoversche Schweißhund als Beispiel der Entwicklung eines deutschen Jagdhundes promoviert. Nach seiner Übernahme in den Staatsdienst wurde Barth Assistent an der Niedersächsischen Waldarbeitsschule in Münchehof, wo er das Fach „Bau von Erholungseinrichtungen und Waldspielplätzen“ einführte. 1974 wurde er zum Leiter des Forstamtes Oderhaus im Harz bestellt.
Da Barth das Nachsuchenwesen auch aus Tierschutzsicht jagdethisch für sehr wichtig einstufte, ergab es sich in dem Hochwildforstamt fast automatisch, dass er auch in der Praxis ein engagierter Führer von Hannoverschen Schweißhunden wurde, um krank geschossenes Wild rasch aufzuspüren. Barth absolvierte von Oderhaus aus überregional – im Urlaub auch in Namibia – an die tausend Nachsuchen auf Hochwild. Aus seinem Zwinger „Vom Oberharz“ gingen etliche besondere Leistungshunde hervor. Mehr als 20 Jahre lang war der Forstmann im Vorstand des Vereins Hirschmann aktiv und vertrat den Verband 1983 mit Birko vom Oberharz bei der Internationalen Schweißhundverbandssuche in Ungarn. Barth ist Inhaber der goldenen Leistungsnadel des Jagdgebrauchshundverbandes (JGHV) für erschwerte Nachsuchen.
Bereits während seiner Zeit als Forstamtsleiter und Naturparkbeauftragter der Landesforstverwaltung im Landkreis Goslar setzte er durch, die Finanzmittel für den Naturpark jeweils zur Hälfte für den aktiven Naturschutz und für die Erholungsförderung zu verwenden. Dank seiner Initiative wurden mehr als 100 Feuchtbiotope im und am Harz angelegt und weit über 100 km Fließgewässer renaturiert. Im Rhume-Gewässer-Verband hat er als Vorstandsmitglied dafür gesorgt, dass unzählige für Fische und Kleinlebewesen unpassierbare Sohlabstürze durch Sohlgleiten ersetzt worden sind, damit die ökologische Durchgängigkeit für die gesamte Fließgewässer-Fauna gewährleistet werden kann. Er zeigte damit in der Praxis, dass Sohlgleiten im Gegensatz zu Fischtreppen nicht nur naturentsprechend und ökologisch äußerst wertvoll, sondern auch für die Bevölkerung besonders erholungswirksam sind.
Barth hielt zeitweise bis zu hundert Vorträge im Jahr und ist mit Lehraufträgen beauftragt worden, z. B. an der Landesforstschule Düsterntal, am Jägerlehrhof Springe, an der Georg-August-Universität Göttingen und der Technischen Universität Clausthal. Er veröffentlichte zahlreiche wissenschaftliche Beiträge in Fachpublikationen und konzipierte Ausstellungen. Seine Erfahrungen auf dem Gebiet des Naturschutzes fasste er 1987 in dem Buch Praktischer Umwelt- und Naturschutz. Anregungen für Jäger und Forstleute, Landwirte, Städte- und Wasserbauer sowie alle anderen, die helfen wollen zusammen. Durch die zweite, vollständig neubearbeitete und gestaltete Auflage unter dem Titel Naturschutz – das Machbare. Praktischer Umwelt- und Naturschutz für alle (1995) wurde es ein Standardwerk auf seinem Gebiet. Durch seine Arbeit erwarb sich Barth den Ruf, ein Pionier des Naturschutzes innerhalb der niedersächsischen Landesforstverwaltung zu sein, dem es immer wieder gelang, auch die örtliche Bürgerschaft in Naturschutzaktionen einzubinden. Als die niedersächsische Landesregierung nach vierjähriger Vorbereitung zum 1. Januar 1994 den Nationalpark Harz als elften deutschen Nationalpark ins Leben rief, wurde Wolf-Eberhard Barth als leitender Forstdirektor zum Gründungsleiter ernannt. In dieser Funktion engagierte er sich mittels Win-win-Strategie mit großem Erfolg für die Wiederauswilderung von Luchsen im Harz, womit er mit seinen Mitarbeitern 1999 begonnen hatte. Zuvor hatte er bereits ab 1978 mit der Auswilderung von Auerhühnern Erfahrungen sammeln können. Dieses Projekt wurde jedoch im Jahr 2003 eingestellt, da die jungen Auerhühner, wie in einer Dissertation nachgewiesen, stets der Fuchspopulation zum Opfer gefallen sind, da diese ihrerseits als Folge der Schluckimpfung gegen die Tollwut außerordentlich angewachsen war.
In seiner aktiven Dienstzeit unterstützte Barth die Gründung des Nationalparks Eifel. Er gehörte auch zu den Unterzeichnern der im Jahr 2004 veröffentlichten „Göttinger Erklärung“ des Aktionsbündnisses „Urheberrecht für Bildung und Wissenschaft“.
Nach 30 Jahren Leitungsfunktion innerhalb der Landesforstverwaltung ging er Ende 2004 in den Ruhestand. Sein Nachfolger als Nationalparkleiter wurde Andreas Pusch.
Seit seiner Pensionierung beschäftigt sich Barth multidisziplinär mit Evolutions-Themen rund um den Wald als artgemäßer „Psychotop“ des Menschen. Seine Erkenntnisse um evolutionäre Zusammenhänge des menschlichen Verhaltens und ihre Bedeutung für das tägliche Leben hat er 2018 in seinem Buch „Affentheater“ veröffentlicht.
Wolf-Eberhard Barth, der seit 1981 mit der Künstlerin und Tierpräparatorin Anna Barth verheiratet ist, lebt mit seiner Frau in Schulenberg im Oberharz.

## Zitate
„Natur ist eine Seelen-Tankstelle für alle Menschen.“

„Wir dürfen nämlich nicht unterschätzen und kleinreden, daß heute viele Hunderassen durch ehrgeizige Schönheitszüchter/innen gefährdet sind, die mehr um die eigene Geltung als um die Gesundheit und Zuchteignung ihrer Vierbeiner besorgt sind.“

## Schriften
- Der Hannoversche Schweißhund als Beispiel der Entwicklung eines deutschen Jagdhundes. Hannoversch-Münden (Göttingen) 1969 (Dissertation).
- Der Hannoversche Schweißhund. Ein Beispiel der Entwicklung einer deutschen Jagdhundrasse (= Schriftenreihe des Landesjagdverbandes Freie und Hansestadt Hamburg. Heft 2). Hamburg 1970.
- Tourismus in Waldgebieten. Erfahrungen über Steuerungsmöglichkeiten von Touristenströmen. In: Neues Archiv für Niedersachsen. Band 31, Nr. 3, 1982, S. 270–289.
- als Bildautor: Feuchtgebiete in der Gemeinde. Eine Handreichung der U.A.N. Schriftenreihe des Niedersächsischen Städte- und Gemeindebundes, Heft 11, S. 17–23. Hannover 1986.
- Naturschutz – das Machbare. Praktischer Umwelt- und Naturschutz für alle. Ein Ratgeber. Hamburg 1995, ISBN 3-490-11418-3 (Die erste Auflage erschien 1987 unter dem Titel Praktischer Umwelt- und Naturschutz. Anregungen für Jäger und Forstleute, Landwirte, Städte- und Wasserbauer sowie alle anderen, die helfen wollen.).
- Der Nationalpark Harz geht uns alle an! In: Bericht der Naturhistorischen Gesellschaft Hannover, Bericht 139, Festschrift zum 200-jährigen Bestehen der NGH. Hannover 1997, S. 7–17.
- Mitten in Deutschland. Wiederansiedlung des Luchses im Harz. In: Nationalpark. Nr. 116, 2002, S. 44–47.
- mit Stephanie Glagla-Dietz: Naturwalddynamik als Leitbild für ökologische Vernetzungen durch wildnisartige Grünbrücken und Natur-Korridore. Sankt Andreasberg 2004 (gekürzt erschienen in Lebensraumkorridore für Mensch und Natur. (= Naturschutz und Biologische Vielfalt. Heft 17). Bundesamt für Naturschutz, Bonn 2005, ISBN 3-7843-3917-4, S. 127–148).
- Affentheater. Die Evolution entlässt uns nicht aus unserem „Psychotop“ − Irgendwo zwischen Urwald und Beton. Unser großes Natur-Sachbuch. Zug 2018, ISBN 978-3-03831-162-1.
- (Mitautor): Harzinfarkt. Eine Streitschrift über den Zustand der Wälder im Nationalpark Harz. Papierflieger, Clausthal-Zellerfeld 2023. ISBN 978-3869489421